# Gemse
Gemsen (Rupicapra rupicapra) er et skedehornet pattedyr, der er hjemmehørende i bjerge i Europa og vestlige Asien, men desuden er indført til New Zealand og Argentina. Den kendes på de små tætsiddende, krogformede horn og færdes ofte på stejlt terræn. Det er yderst sky og vagtsomme dyr.

## Beskrivelse
Snuden er smal og behåret. Øjnene er store og klare. Ørerne er ret store, spidse og oprette. Halsen er kort og kraftig. Kroppen er tætbygget, benene kraftige med særdeles kraftige knogler. Klovene er brede og store, meget hårde med skarpe fremtrædende yderkanter. De er fleksible og kan spiles en del fra hinanden, hvorved fodfæstet bliver mere sikkert. Desuden findes klovkirtler. Gemsen har fire patter. Kropslængden er 0,9 til 1,3 meter og skulderhøjden er omkring 75 centimeter. Vægten er 24 til 50 kg.

### Horn
Gemsen er altid let kendelig på sine små, trinde, krogformede, sorte horn, der findes i omtrent samme størrelse (cirka 25 cm
lange) hos begge køn. Hornene sidder ret tæt sammen, langt fremme på panden, kun lidt bag øjnene og rejser sig vinkelret fra panden. Ved roden er de lidt ringede, men glatte mod de bagud- og nedadrettede spidser. Ved hvert horns rod findes en kirtel, der hos hannen, særlig i parringstiden, afsondrer et stærkt stinkende sekret.

### Pels
Pelsen er tæt og grov, om vinteren af den dobbelte længde, det grå uldhårlag kort og tæt. Midt ned ad nakke, hals og ryg er hårene lidt forlængede til en kort manke. Farven er om sommeren smudsig rødbrun med sortebrun rygstribe, undersiden er lys rødgul. Om vinteren er pelsen mørk kastanjebrun eller sortebrun på oversiden, bugsiden er hvid. Ansigtet er gulligt hvidt med en mørk stribe på hver side fra snuden op om øjet. Den korte (cirka 8 cm lange) hale er sort.

## Udbredelse
Gemsen er et udpræget bjergdyr, der i nutiden, i alt fald om sommeren, hovedsagelig lever over trægrænsen op til snegrænsen, helst hvor vilde og utilgængelige bjergformationer yder den en vis fred og beskyttelse. Om vinteren søger den ned i de højtliggende skove, og hvor den er mindre efterstræbt eller fredet, tilbringer den også helst sommeren her og når da en betydeligere størrelse. Bestanden er reduceret på grund af jagt, tab af levesteder og konkurrence med husdyr.

### Underarter
Der findes mindst fem underarter, der muligvis skal regnes som selvstændige arter:
- Rupicapra rupicapra rupicapra, i Alperne i Tyskland, Østrig og Frankrig
- Rupicapra rupicapra asiatica, i det østlige Tyrkiet samt i de kaukasiske bjerge i Rusland, Georgien og Aserbajdsjan
- Rupicapra rupicapra balcanica, i Albanien, Bulgarien og Grækenland
- Rupicapra rupicapra carpatica, i de Transsylvanske Alper og Karpaterne.
- Rupicapra rupicapra tatrica, i Tatrabjergene i Polen og Slovakiet

## Levevis
Gemsen færdes i mindre flokke på 15-30 individer med geder og lam for sig, undtagen i brunsttiden (oktober), da de i øvrigt enligt græssende gamle hanner slutter sig til dem og udkæmper voldsomme kampe om hunnerne, af og til med dødelig udgang for den overvundne, der undertiden styrtes ud over en fjeldkant. Gemser er hovedsagelig aktive tidlig morgen og aften, og tilbringer dagen hvilende i større højde på utilgængelige steder.
Føden består dels af blade, særlig af alperoser (Rhododendron), enebær, el, birk og lignende, men i øvrigt af alle slags alpeurter. Om vinteren lever gemsen af lav og mos og skud fra nåletræer.
Gemser er yderst sky og vagtsomme dyr, der ved ringeste tegn på fare flygter med største behændighed og sikkerhed hen over de utilgængeligste fjeldsider. Den kan springe op til to meter i højden og seks meter i længden og rutsjer på bugen, med fremstrakte ben, ned ad de snedækkede skråninger. I flokkene findes særlige vagtposter, der ved fare stamper i jorden og udstøder høje kald, hvorefter alle flygter. Efter cirka 20 ugers drægtighed føder hunnen i april eller maj en, ældre geder jævnlig to, sjældent tre kid. I deres mave findes ofte de såkaldte "gemsekugler", fast sammenkittede runde hårboller.
Gemsejagt anses for at være meget farlig og vanskelig, men den unge gemses kød er velsmagende og skindet afgiver fint Læder.